# Wargnies-le-Grand

Wargnies-le-Grand este o comună în departamentul Nord, Franța. În 1 ianuarie 2022 avea o populație de 1.113 de locuitori.